# Heidi Løke
Heidi Løke (n. 12 decembrie 1982, în Tønsberg) este o jucătoare de handbal norvegiană. Actualmente, ea joacă pentru Larvik HK și pentru echipa națională a Norvegiei. Printre performanțele ei ca jucătoare de club se numără câștigarea unor campionate și cupe naționale, o medalie de argint în Cupa Cupelor EHF Feminin, un loc doi și câștigarea de trei ori a Ligii Campionilor. Succesele ei cu echipa Norvegiei includ trei medalii de aur la Campionatul European, două medalii de aur și una de bronz la Campionatul Mondial.

## Cariera

### Cariera de club
Løke a început să joace handbal la vârsta de zece ani, iar printre fostele ei cluburi se numără Gjerpen IF (Norvegia), IL Runar (Norvegia) și Aalborg DH (Danemarca). Începând din 2008, Heidi Løke a jucat pentru Larvik HK. A fost cea mai bună marcatoare în Liga Norvegiană în sezoanele 2008/2009 și 2009/2010, și a fost declarată Jucătoarea Anului în ligă în 2008/2009 și 2009/2010. Clubul ei a câștigat medaliile de aur în Liga Norvegiană și Cupa Norvegiei în 2008/2009 și 2009/2010. Cu Larvik a ajuns în finala Cupei Cupelor EHF în 2008/2009, câștigând medalia de argint. Larvik a atins semifinalele Ligii Campionilor EHF în 2009/2010.
Pe 29 noiembrie 2010 s-a zvonit că va semna pentru campioana maghiară Győri Audi ETO KC, dar Løke a refuzat să comenteze speculațiile până după terminarea Campionatului European.
Câteva săptămâni mai târziu, pe 31 decembrie 2010, s-a anunțat oficial că Løke a acceptat un contract pe doi ani cu Győri Audi ETO KC și că se va alătura noului club la sfârșitul sezonului competițional. Conform managerului general al clubului Larvik, Bjørn-Gunnar Bruun Hansen, formația norvegiană era de ceva vreme în discuții cu Løke, dar excelentul pivot a primit o ofertă cu care Larvik nu a putut concura. La scurt timp după ce Heidi a semnat cu Györ, antrenorul principal al lui Larvik, Karl Erik Bøhn, a fost demis ca urmare a rolului său în transferul handbalistei.
În sezonul 2010/11, Heidi Løke a câștigat Liga Campionilor împreună cu Larvik, învingând în finală formația spaniolă Itxako Reyno De Navarra, performanță repetată alături de Győri Audi ETO KC în sezonul 2012/13.

### Cariera internațională
Løke și-a făcut debutul în naționala Norvegiei pe 7 aprilie 2006, împotriva Ungariei, și, până pe 12 august 2012, a jucat 101 de meciuri în care a înscris 342 goluri. Ea a făcut parte din echipa Norvegiei care a câștigat medaliile de aur la Campionatul European de Handbal Feminin din 2008 din Macedonia. Løke mai deține o medalie de bronz cu Norvegia la Campionatul Mondial din 2009 de la Beijing. La Campionatul European din 2010 a câștigat medalia de aur cu Norvegia și a fost selectată în echipa All-star team ca cel mai bun pivot al competiției. Anul următor, la Campionatul Mondial din Brazilia, Heidi a repetat performanța, câștigând atât medalia de aur cât și un loc în All-Star team.

## Viața personală
Heidi nu este singurul handbalist profesionist din familia Løke. Fratele ei mai mare, Frank Løke, joacă pentru clubul german TuS Nettelstedt-Lübbecke și pentru echipa națională de handbal masculin a Norvegiei. Sora ei, Lise Løke, este legitimată la clubul Storhamar Håndball din Postenligaen.
Heidi a fost măritată cu fostul ei antrenor Leif Gautestad, cu care are un fiu, Alexander, născut în 2007. Cuplul s-a separat în 2010.
Ulterior, Løke a avut o relație sentimentală cu fostul ei antrenor Karl Erik Bøhn.

## Palmares
- Campionatul Norvegiei:
  - Câștigătoare: 2001, 2002, 2009, 2010, 2011, 2020, 2021

- Cupa Norvegiei:
  -  Câștigătoare: 2009, 2010, 2011, 2019, 2020

- Liga Națională a Ungariei:
  - Câștigătoare: 2012, 2013, 2014, 2016, 2017

- Cupa Ungariei:
  -  Câștigătoare: 2012, 2013, 2014, 2015, 2016

- Liga Campionilor EHF:
  -  Câștigătoare: 2011, 2013, 2014, 2017, 2021
  - Finalistă: 2012, 2016

- Cupa Cupelor EHF:
  - Finalistă: 2009

- Campionatul Mondial:
  -  Câștigătoare: 2011, 2015
  -  Medaliată cu argint: 2017
  -  Medaliată cu bronz: 2009

- Campionatul European:
  -  Câștigătoare: 2008, 2010, 2014, 2020
  -  Medaliată cu argint: 2012

- Jocurile Olimpice:
  -  Medalie de aur: 2012
  -  Medalie de bronz: 2016

## Premii
- Cea mai bună marcatoare în Eliteserien: 2009, 2010, 2011
- Cea mai bună marcatoare în Liga Campionilor: 2011
- Pivotul All-Star Team la Campionatul European: 2010
- Pivotul All-Star Team la Campionatul Mondial: 2011, 2015
- Cel mai bun jucător al anului-IHF: 2011
- Pivotul All-Star Team la Olimpiada de Vară: 2012, 2016[14]